# Dénes Berinkey
Dénes Berinkey (n. 17 octombrie 1871, Dubník, Nitriansky kraj, Slovacia – d. 25 iunie 1944, Budapesta, Regatul Ungariei) a fost un politician maghiar. A îndeplinit funcția de ministru al justiției în guvernul condus de Mihály Károlyi și apoi a fost timp de 3 luni prim-ministru al Ungariei în 1919.